# Caso Sean Combs
Il caso Sean Combs è la rivelazione pubblica di presunte aggressioni e molestie sessuali commesse da Sean Combs, rapper, produttore discografico e imprenditore statunitense. Nel novembre 2023, la sua ex fidanzata Cassie Ventura avanza una causa contro di lui per maltrattamenti e molestie sessuali. Poco dopo la mediatizzazione di quest'accusa, molte altre persone hanno accusato Combs di fatti simili. 

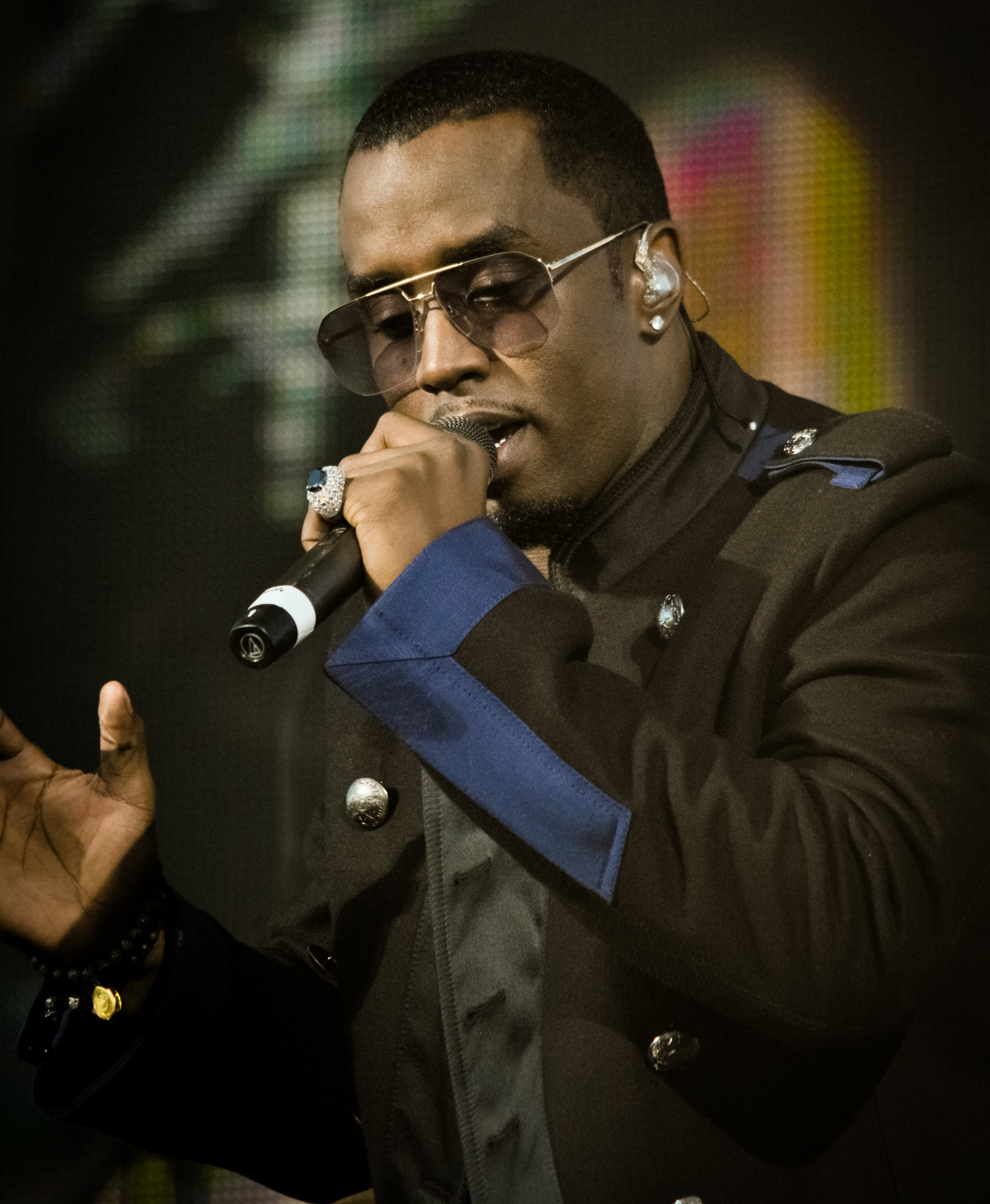
Sean Combs nel 2010

Il 16 settembre 2024, Sean Combs è stato arrestato con le accuse di violenza sessuale e traffico di esseri umani e gli è stata negata la libertà su cauzione tre volte. Il 1° ottobre, il Washington Post ha dichiarato che un team di avvocati ha presentato ben 120 cause legali, riguardati eventi avvenuti tra il 1990 e il 2023.
Nel luglio 2025, Sean Combs è stato condannato per trasporto a scopo di prostituzione.
Tuttavia, la giuria ha emesso un verdetto di non colpevolezza per le accuse di tratta di esseri umani e associazione a delinquere finalizzata all'estorsione.